# Jan Lambertsz. Cruyf
Jan Lambertsz. Cruyf was, volgens een anekdotisch verhaal, een inwoner van Hoorn die in de 1426 wegens belediging van Jacoba van Beieren in Gouda of Delft ter dood gebracht is.

## Belediging
Jan Lambertsz. zou een zoon van de Hoornse burgemeester Lambert Cruyf geweest zijn en evenals zijn vader een aanhanger van Jacoba van Beieren. In Gouda, waar hij Jacoba, de gravin van Holland, tussen haar soldaten zag rondlopen zou hij hebben gezegd: "Wat jammer dat een zo schone edele vrouw als een landloopster in soldatenkampen moet rondtrekken". Omwille van deze opmerking is hij ter dood veroordeeld. Pogingen van zijn vader om zijn leven te redden bleken tevergeefs. Cruyf sr. dacht een overeenkomst te hebben gesloten: zijn zoon zou voor de beul knielen, en Jacoba zou hem vervolgens op het laatste moment gratie schenken. Op het moment suprême gaf de gravin echter niet thuis en deed de beul zijn onzalige werk, aldus de anekdote die over dit voorval wordt verteld.

## Politieke gevolgen van Cruyfs dood
Cruyfs dood had politieke gevolgen: doordat hij door toedoen van Jacoba van Beieren ter dood werd gebracht keerde de stad zich van de gravin af en koos Hoorn de zijde van Philips van Bourgondië. De stad verwisselde zo het Hoekse voor het Kabeljauwse kamp. Het overlopen van Hoorn naar de zijde van de Kabeljauwen zou vervolgens een aanval van de Hoeks gebleven Kennemers op Hoorn hebben uitgelokt. In eerste instantie wonnen de Kennemers onder leiding van hun leider Willem Nagel, maar ze werden een dag later (op 22 augustus 1426) in de slag bij Hoorn, uitgevochten voor de poorten van Hoorn (en dan met name de Noorderpoort) klinkend verslagen. De Hoornse burgers werden hierbij geholpen door troepen van Philips van Bourgondië die vanuit Amsterdam te hulp waren geschoten.
De machthebbers in Hoorn hebben de terechtstelling van Cruyf wellicht gebruikt om hun overlopen in 1426 van het Hoekse naar het Kabeljauwse kamp te rechtvaardigen, hoewel allerlei machtspolitieke ontwikkelingen waarschijnlijk mede bepalend zijn geweest (bijvoorbeeld de in januari 1426 door Jacoba van Beieren verloren slag bij Brouwershaven en de opstand van de Kennemers, waar de West-Friezen al eeuwenlang een ietwat ongemakkelijke relatie mee hadden).

## Verwijzingen bij Velius
De Hoornse auteur Velius, die rond het jaar 1600 leefde, heeft over het wedervaren van Jan Lambertsz. Cruyf gepubliceerd. Hij schrijft over de "onnozele dood van Jan Lammertsz Cruyf die zonder enige genade werd onthoofd".

## Historische roman
In 1895 verscheen van Margaretha Maclaine Pont  De poorterszoon van Hoorn, een historische roman waarin de interactie tussen Cruyf en Jacoba van Beieren uitvoerig aan de orde komt. De illustraties in deze roman werden verzorgd door Charles Rochussen. Een jaar eerder, in 1894, was het verhaal in feuilletonvorm gepubliceerd in het protestantse familieweekblad Eigen Haard.

## Voetnoten
1. 1 2  Blokker, Jan, Jan Blokker jr. en Bas Blokker, Het vooroudergevoel: de vaderlandse geschiedenis, blz. 81, uitg. Contact, Amsterdam 2005
2. 1 2   Meertens instituut-databank-bedevaarten. Gearchiveerd op 10 juli 2023.
3. 1 2 3   Over de wallen met Vereniging Oud Hoorn. Vereniging Oud Hoorn (17 augustus 2007). Geraadpleegd op 1 april 2011.
4. ↑   De Blokkers hebben dit verhaal ontleend aan de biografie van Jacoba van Beieren van H.P.H. Jansen uit 1976. Jansen zou deze anekdote hebben gebruikt, aldus de Blokkers, om te laten zien dat Jacoba niet zo zielig was als vaak wordt gedacht. Zij gebruiken in hun verhaal als naam van de veroordeeld Hoornse burger Johan Cruyf.
5. ↑  zie bladzijde 14
6. ↑  Chronijck van de stadt van Hoorn, 3e druk, 1648, blz. 23
7. ↑  Margaretha Wijnanda Maclaine Pont De poorterszoon van Hoorn. H.D. Tjeenk Willink, Haarlem, 1895. Gearchiveerd op 30 mei 2023.